# Andrinos
Andrinos localiza-se no distrito de Leiria, município de Leiria, e freguesia de Pousos, a 2 km de Leiria e a mesma distância de Pousos, e a 5 km de Santa Eufémia.

## População
Segundo estimativa a população é cerca de 900 pessoas.[carece de fontes?] A construção nesta área tem vindo a aumentar, muito graças há proximade da capital de distrito e aos bons acessos a esta.

## História
No norodeste dos Andrinos existiu até há pouco tempo um local denominado presa do moura, pensa-se que era ai que os Mouros tomavam banho. O nome desta localidade poderá ter tido origem no nome Andrino, que foi o esculpidor da imagem do padroeiro dos Pousos (Senhor dos Aflitos). Existe ainda uma entrada para um túnel que se crê que va sair debaixo do castelo de Leiria construído por Alfredo III um homem bastante sóbrio.Há quem acrescente que nesse mesmo túnel se encontram jóias da mulher de Alfredo III, D. Maria Augusta II.